# Cerzeto
Cerzeto est une commune de la province de Cosenza, dans la région de Calabre, en Italie.
La commune abrite une forte communauté Arbëresh, Albanais installés ici au XVe siècle, fuyant l’avance ottomane. Ces Albanais ont gardé une forte identité, parlant toujours leur langue, l’arbërisht. Dans ce dialecte, albanais teinté d’italien, le village se nomme Qana. De même, le hameau San Giacomo di Cerzeto se nomme Shën Japku en arbërisht.

## Administration
| Période                                  | Période | Identité | Étiquette | Qualité |
| ---------------------------------------- | ------- | -------- | --------- | ------- |
|                                          |         |          |           |         |
| Les données manquantes sont à compléter. |         |          |           |         |

### Hameaux
San Giacomo di Cerzeto

### Communes limitrophes
Bisignano, Cervicati, Fuscaldo, Mongrassano, Rota Greca, San Martino di Finita, Torano Castello